# 1979 en astronomie
Cet article présente les évènements qui se sont produits pendant l'année 1979 dans le domaine de l'astronomie.
| Années de l'astronomie : 1976 - 1977 - 1978 - 1979 - 1980 - 1981 - 1982    |
| Décennies de l'astronomie : 1940 - 1950 - 1960 - 1970 - 1980 - 1990 - 2000 |

## Événements

### Août
- 7 août : première lumière du télescope Canada-France-Hawaï[1].

## Objets

### Comètes
En 1979, les comètes suivantes sont à l'honneur :

### Phases de la Lune
Le tableau suivant résume les phases de la Lune pour l'année 1979 :
| # | Nouvelle lune | Premier quartier | Pleine lune | Dernier quartier |
| - | ------------- | ---------------- | ----------- | ---------------- |
|   |               |                  |             |                  |

En gras : super lune.

### Conjonctions
Conjonctions notables entre Lune, planètes du système solaire, et étoiles remarquables pour l'année 1979 :
| Date | Premier corps | Deuxième corps | Séparation |
| ---- | ------------- | -------------- | ---------- |